# Adolfsberg, Mosjö och Täby pastorat
Adolfsberg, Mosjö och Täby pastorat var ett pastorat i Örebro kontrakt i Strängnäs stift i Svenska kyrkan.
Pastoratskoden var 040805.
Pastoratet omfattar följande församlingar:
- Adolfsbergs församling
- Mosjö-Täby församling

Pastoratet uppgick 2014 i Örebro pastorat.